# Danh sách Pokémon thế hệ II

Logo quốc tế của thương hiệu Pokémon

Thế hệ thứ hai (Generation II) của thương hiệu Pokémon có 100 loài sinh vật hư cấu được giới thiệu cho loạt trò chơi video cốt lõi Pokémon Gold và Silver cho Game Boy Color vào năm 1999. Một số Pokémon trong thế hệ này đã được giới thiệu trong bản chuyển thể hoạt hình của  thương hiệu nhượng quyền thương mại trước Gold và Silver, ví dụ như Togepi, đó là một nhân vật quay lại trong loạt Pokémon anime vào năm 1998 và 1999, và Marill, đó là một nhân vật quay lại trong loạt anime vào năm 1999.
Danh sách sau đây nêu chi tiết 100 Pokémon thế hệ II theo thứ tự số National Pokédex. Pokémon đầu tiên, Chikorita, là số 152 và cuối cùng, Celebi, là số 251. Các hình thức thay thế dẫn đến thay đổi hệ, Tiến hóa Mega và các hình thức khu vực cũng được đưa vào các bảng thế hệ để thuận tiện cho việc tra cứu. Ngoài ra, bạn nên xem trước #Bảng chú thích Loài Pokémon ở dưới đây để thuận tiện nếu bạn muốn tìm những Pokémon khởi đầu, huyền thoại, bí ẩn trong bảng danh sách Pokémon.

## Thiết kế và phát triển
Hai hệ mới đã được giới thiệu trong Pokémon Gold và Silver – là hệ "Bóng tối" và "Thép" – được dự định để cân bằng tốt hơn lối chơi của các trận chiến Pokémon. Hệ Bóng tối và Thép chống lại các cuộc tấn công "Tâm linh", một hệ chiếm ưu thế trong Red and Blue. Khái niệm chăn nuôi cũng được giới thiệu trong thế hệ trò chơi Pokémon thứ hai, cho phép người chơi điều khiển các kỹ năng của Pokémon ở mức độ lớn hơn. Một số Pokémon mới được giới thiệu trong Gold and Silver là tiền tiến hóa của các Pokémon khác, ví dụ như #Pichu và Pupurin. Những Pokémon bé con chỉ có sẵn bằng cách nhân giống các dạng tiến hóa của chúng.
Pokémon Gold và Silverđược tiết lộ lần đầu tại Nintendo Space World vào năm 1997. Tại thời điểm này, trò chơi có bản đồ thế giới rộng lớn hơn so với trò chơi cuối cùng và nguyên mẫu này xuất hiện xung quanh 40 thiết kế Pokémon đã được gỡ bỏ và thay thế khi các trò chơi được phát hành vào năm 1999.

## Bảng chú thích Loài Pokémon
| Bảng dùng cho tất cả các danh sách Thế hệ ở bên dưới | Bảng dùng cho tất cả các danh sách Thế hệ ở bên dưới | Bảng dùng cho tất cả các danh sách Thế hệ ở bên dưới |
| Mã                                                   | Ý nghĩa                                              | Mô tả |
| ---------------------------------------------------- | ---------------------------------------------------- | --- |
| KĐ                                                   | Pokémon khởi đầu                                     | Pokémon đầu tiên mà người chơi có thể có được trong các trò chơi chính (Trong anime, đây là Pokémon khởi đầu khi đến một vùng nào đó, trừ phần Sun and Moon).                    |
| CĐ                                                   | Pokémon Cổ đại                                       | Pokémon cổ đại chỉ thu được bằng cách hồi sinh hóa thạch. |
| BC                                                   | Pokémon bé con                                       | Pokémon bé con thu được chủ yếu bằng cách nhân giống các dạng tiến hóa của chúng.                                                                                                |
| HT                                                   | Pokémon huyền thoại                                  | Pokémon mạnh mẽ gắn liền với truyền thuyết của thế giới Pokémon. |
| BA                                                   | Pokémon bí ẩn                                        | Pokémon chỉ có thể có được thông qua các sự kiện phân phối (điều này không bao gồm Deoxys, vì trong Pokemon Omega Ruby và Alpha Sapphire, Deoxys có thể bị bắt trong Tập Delta.) |
| UB                                                   | Ultra Beast                                          | Pokémon đến từ không gian khác. (Phần Sun and Moon) |

## Danh sách Pokémon
| Loài | Tên Tiếng Nhật | Tên Tiếng Anh | Số National Pokédex | Hệ       | Hệ       | Tiến hóa thành (Tên Tiếng Nhật)                  | Xuất hiện lần đầu |
| Loài | Tên Tiếng Nhật | Tên Tiếng Anh | Số National Pokédex | Thứ nhất | Thứ hai  | Tiến hóa thành (Tên Tiếng Nhật)                  | Xuất hiện lần đầu |
| ---- | -------------- | ------------- | ------------------- | -------- | -------- | ------------------------------------------------ | ----------------- |
| KĐ   | Chicorita      | Chikorita     | 152                 | Cỏ       | Cỏ       | Bayleef (#153)                                   | Gold và Silver    |
|      | Bayleaf        | Bayleef       | 153                 | Cỏ       | Cỏ       | Meganium (#154)                                  | Gold và Silver    |
|      | Meganium       | Meganium      | 154                 | Cỏ       | Cỏ       | Không tiến hóa                                   | Gold và Silver    |
| KĐ   | Hinoarashi     | Cyndaquil     | 155                 | Lửa      | Lửa      | Magmarashi (#156)                                | Gold và Silver    |
|      | Magmarashi     | Quilava       | 156                 | Lửa      | Lửa      | Bakphoon (#157)                                  | Gold và Silver    |
|      | Bakphoon       | Typhlosion    | 157                 | Lửa      | Lửa      | Không tiến hóa                                   | Gold và Silver    |
| KĐ   | Waninoko       | Totodile      | 158                 | Nước     | Nước     | Alligates (#159)                                 | Gold và Silver    |
|      | Alligates      | Croconaw      | 159                 | Nước     | Nước     | Ordile (#160)                                    | Gold và Silver    |
|      | Ordile         | Feraligatr    | 160                 | Nước     | Nước     | Không tiến hóa                                   | Gold và Silver    |
|      | Otachi         | Sentret       | 161                 | Thường   | Thường   | Ootachi (#162)                                   | Gold và Silver    |
|      | Ootachi        | Furret        | 162                 | Thường   | Thường   | Không tiến hóa                                   | Gold và Silver    |
|      | Hoho           | Hoothoot      | 163                 | Thường   | Bay      | Yorunozuku (#164)                                | Gold và Silver    |
|      | Yorunozuku     | Noctowl       | 164                 | Thường   | Bay      | Không tiến hóa                                   | Gold và Silver    |
|      | Rediba         | Ledyba        | 165                 | Bọ       | Bay      | Redian (#166)                                    | Gold và Silver    |
|      | Redian         | Ledian        | 166                 | Bọ       | Bay      | Không tiến hóa                                   | Gold và Silver    |
|      | Itomaru        | Spinarak      | 167                 | Bọ       | Độc      | Ariados (#168)                                   | Gold và Silver    |
|      | Ariados        | Ariados       | 168                 | Bọ       | Độc      | Không tiến hóa                                   | Gold và Silver    |
|      | Crobat         | Crobat        | 169                 | Độc      | Bay      | Không tiến hóa                                   | Gold và Silver    |
|      | Chonchie       | Chinchou      | 170                 | Nước     | Điện     | Lanturn (#171)                                   | Gold và Silver    |
|      | Lantern        | Lanturn       | 171                 | Nước     | Điện     | Không tiến hóa                                   | Gold và Silver    |
| BC   | Pichu          | Pichu         | 172                 | Điện     | Điện     | Pikachu (#025)                                   | Gold và Silver    |
| BC   | Py             | Cleffa        | 173                 | Tiên     | Tiên     | Pippi (#035)                                     | Gold và Silver    |
| BC   | Pupurin        | Igglybuff     | 174                 | Thường   | Tiên     | Purin (#039)                                     | Gold và Silver    |
| BC   | Togepy         | Togepi        | 175                 | Tiên     | Tiên     | Togechick (#176)                                 | Gold và Silver    |
|      | Togechick      | Togetic       | 176                 | Tiên     | Bay      | Togekiss (#468)                                  | Gold và Silver    |
|      | Naty           | Natu          | 177                 | Tâm linh | Bay      | Natio (#178)                                     | Gold và Silver    |
|      | Natio          | Xatu          | 178                 | Tâm linh | Bay      | Không tiến hóa                                   | Gold và Silver    |
|      | Merriep        | Mareep        | 179                 | Điện     | Điện     | Mokoko (#180)                                    | Gold và Silver    |
|      | Mokoko         | Flaaffy       | 180                 | Điện     | Điện     | Denryu (#181)                                    | Gold và Silver    |
|      | Denryu         | Ampharos      | 181                 | Điện     | Điện     | Tiến Hóa Mega                                    | Gold và Silver    |
|      | Kireihana      | Bellossom     | 182                 | Cỏ       | Cỏ       | Không tiến hóa                                   | Gold và Silver    |
|      | Maril          | Marill        | 183                 | Nước     | Tiên     | Marilli (#184)                                   | Gold và Silver    |
|      | Marilli        | Azumarill     | 184                 | Nước     | Tiên     | Không tiến hóa                                   | Gold và Silver    |
|      | Usokkie        | Sudowoodo     | 185                 | Đá       | Đá       | Không tiến hóa                                   | Gold và Silver    |
|      | Nyorotono      | Politoed      | 186                 | Nước     | Nước     | Không tiến hóa                                   | Gold và Silver    |
|      | Hanecco        | Hoppip        | 187                 | Cỏ       | Bay      | Popocco (#188)                                   | Gold và Silver    |
|      | Popocco        | Skiploom      | 188                 | Cỏ       | Bay      | Watacco (#189)                                   | Gold và Silver    |
|      | Watacco        | Jumpluff      | 189                 | Cỏ       | Bay      | Không tiến hóa                                   | Gold và Silver    |
|      | Eipam          | Aipom         | 190                 | Thường   | Thường   | Eteboth (#424)                                   | Gold và Silver    |
|      | Himanuts       | Sunkern       | 191                 | Cỏ       | Cỏ       | Kimawari (#192)                                  | Gold và Silver    |
|      | Kimawari       | Sunflora      | 192                 | Cỏ       | Cỏ       | Không tiến hóa                                   | Gold và Silver    |
|      | Yanyanma       | Yanma         | 193                 | Bọ       | Bay      | Megayanma (#469)                                 | Gold và Silver    |
|      | Upah           | Wooper        | 194                 | Nước     | Đất      | Nuoh (#195)                                      | Gold và Silver    |
|      | Nuoh           | Quagsire      | 195                 | Nước     | Đất      | Không tiến hóa                                   | Gold và Silver    |
|      | Eifie          | Espeon        | 196                 | Tâm linh | Tâm linh | Không tiến hóa                                   | Gold và Silver    |
|      | Blacky         | Umbreon       | 197                 | Bóng tối | Bóng tối | Không tiến hóa                                   | Gold và Silver    |
|      | Yamikarasu     | Murkrow       | 198                 | Bóng tối | Bay      | Honchkrow (#430)                                 | Gold và Silver    |
|      | Yadoking       | Slowking      | 199                 | Nước     | Tâm linh | Không tiến hóa                                   | Gold và Silver    |
|      | Muma           | Misdreavus    | 200                 | Ma       | Ma       | Mismagius (#429)                                 | Gold và Silver    |
|      | Unknown        | Unown         | 201                 | Tâm linh | Tâm linh | Không tiến hóa                                   | Gold và Silver    |
|      | Sonans         | Wobbuffet     | 202                 | Tâm linh | Tâm linh | Không tiến hóa                                   | Gold và Silver    |
|      | Kirinriki      | Girafarig     | 203                 | Thường   | Tâm linh | Không tiến hóa                                   | Gold và Silver    |
|      | Kunugidama     | Pineco        | 204                 | Bọ       | Bọ       | Foretos (#205)                                   | Gold và Silver    |
|      | Foretos        | Forretress    | 205                 | Bọ       | Thép     | Không tiến hóa                                   | Gold và Silver    |
|      | Nokocchi       | Dunsparce     | 206                 | Thường   | Thường   | Không tiến hóa                                   | Gold và Silver    |
|      | Gliger         | Gligar        | 207                 | Đất      | Bay      | Glion (#472)                                     | Gold và Silver    |
|      | Haganeil       | Steelix       | 208                 | Thép     | Đất      | Tiến Hóa Mega                                    | Gold và Silver    |
|      | Bulu           | Snubbull      | 209                 | Tiên     | Tiên     | Granbulu (#210)                                  | Gold và Silver    |
|      | Granbulu       | Granbull      | 210                 | Tiên     | Tiên     | Không tiến hóa                                   | Gold và Silver    |
|      | Harysen        | Qwilfish      | 211                 | Nước     | Độc      | Không tiến hóa                                   | Gold và Silver    |
|      | Hassam         | Scizor        | 212                 | Bọ       | Thép     | Tiến Hóa Mega                                    | Gold và Silver    |
|      | Tsubotsubo     | Shuckle       | 213                 | Bọ       | Đá       | Không tiến hóa                                   | Gold và Silver    |
|      | Heracros       | Heracross     | 214                 | Bọ       | Giác đấu | Tiến Hóa Mega                                    | Gold và Silver    |
|      | Nyula          | Sneasel       | 215                 | Bóng tối | Băng     | Manyula (#461)                                   | Gold và Silver    |
|      | Himeguma       | Teddiursa     | 216                 | Thường   | Thường   | Ringuma (#217)                                   | Gold và Silver    |
|      | Ringuma        | Ursaring      | 217                 | Thường   | Thường   | Không tiến hóa                                   | Gold và Silver    |
|      | Magmag         | Slugma        | 218                 | Lửa      | Lửa      | Magcargot (#219)                                 | Gold và Silver    |
|      | Magcargot      | Magcargo      | 219                 | Lửa      | Đá       | Không tiến hóa                                   | Gold và Silver    |
|      | Urimoo         | Swinub        | 220                 | Băng     | Đất      | Inomoo (#221)                                    | Gold và Silver    |
|      | Inomoo         | Piloswine     | 221                 | Băng     | Đất      | Mammoo (#473)                                    | Gold và Silver    |
|      | Sunnygo        | Corsola       | 222                 | Nước     | Đá       | Không tiến hóa                                   | Gold và Silver    |
|      | Teppouo        | Remoraid      | 223                 | Nước     | Nước     | Okutank (#224)                                   | Gold và Silver    |
|      | Okutank        | Octillery     | 224                 | Nước     | Nước     | Không tiến hóa                                   | Gold và Silver    |
|      | Delibird       | Delibird      | 225                 | Băng     | Bay      | Không tiến hóa                                   | Gold và Silver    |
|      | Mantain        | Mantine       | 226                 | Nước     | Bay      | Không tiến hóa                                   | Gold và Silver    |
|      | Airmd          | Skarmory      | 227                 | Thép     | Bay      | Không tiến hóa                                   | Gold và Silver    |
|      | Delvil         | Houndour      | 228                 | Bóng tối | Lửa      | Hellgar (#229)                                   | Gold và Silver    |
|      | Hellgar        | Houndoom      | 229                 | Bóng tối | Lửa      | Tiến Hóa Mega                                    | Gold và Silver    |
|      | Kingdra        | Kingdra       | 230                 | Nước     | Rồng     | Không tiến hóa                                   | Gold và Silver    |
|      | Gomazou        | Phanpy        | 231                 | Đất      | Đất      | Donfan (#232)                                    | Gold và Silver    |
|      | Donfan         | Donphan       | 232                 | Đất      | Đất      | Không tiến hóa                                   | Gold và Silver    |
|      | Porygon2       | Porygon2      | 233                 | Thường   | Thường   | Porygon-Z (#474)                                 | Gold và Silver    |
|      | Odoshishi      | Stantler      | 234                 | Thường   | Thường   | Không tiến hóa                                   | Gold và Silver    |
|      | Doble          | Smeargle      | 235                 | Thường   | Thường   | Không tiến hóa                                   | Gold và Silver    |
| BC   | Balkie         | Tyrogue       | 236                 | Giác đấu | Giác đấu | Sawamular (#106) Ebiwalar (#107) Kapoerer (#237) | Gold và Silver    |
|      | Kapoerer       | Hitmontop     | 237                 | Giác đấu | Giác đấu | Không tiến hóa                                   | Gold và Silver    |
| BC   | Muchul         | Smoochum      | 238                 | Băng     | Tâm linh | Rougela (#124)                                   | Gold và Silver    |
| BC   | Elekid         | Elekid        | 239                 | Điện     | Điện     | Eleboo (#125)                                    | Gold và Silver    |
| BC   | Buby           | Magby         | 240                 | Lửa      | Lửa      | Boober (#126)                                    | Gold và Silver    |
|      | Miltank        | Miltank       | 241                 | Thường   | Thường   | Không tiến hóa                                   | Gold và Silver    |
|      | Happinas       | Blissey       | 242                 | Thường   | Thường   | Không tiến hóa                                   | Gold và Silver    |
| HT   | Raikou         | Raikou        | 243                 | Điện     | Điện     | Không tiến hóa                                   | Gold và Silver    |
| HT   | Entei          | Entei         | 244                 | Lửa      | Lửa      | Không tiến hóa                                   | Gold và Silver    |
| HT   | Suicune/Suikun | Suicune       | 245                 | Nước     | Nước     | Không tiến hóa                                   | Gold và Silver    |
|      | Yogiras        | Larvitar      | 246                 | Đá       | Đất      | Sanagiras (#247)                                 | Gold và Silver    |
|      | Sanagiras      | Pupitar       | 247                 | Đá       | Đất      | Bangiras (#248)                                  | Gold và Silver    |
|      | Bangiras       | Tyranitar     | 248                 | Đá       | Bóng tối | Tiến Hóa Mega                                    | Gold và Silver    |
| HT   | Lugia          | Lugia         | 249                 | Tâm linh | Bay      | Không tiến hóa                                   | Gold và Silver    |
| HT   | Houou          | Ho-Oh         | 250                 | Lửa      | Bay      | Không tiến hóa                                   | Gold và Silver    |
| BA   | Celebi         | Celebi        | 251                 | Cỏ       | Tâm linh | Không tiến hóa                                   | Gold và Silver    |

### Hình dạng Mega
| Tên Tiếng Nhật | Tên Tiếng Anh  | Số National Pokédex | Hệ       | Hệ       | Tiến hóa thành (Tên Tiếng Nhật) | Xuất hiện lần đầu            |
| Tên Tiếng Nhật | Tên Tiếng Anh  | Số National Pokédex | Thứ nhất | Thứ hai  | Tiến hóa thành (Tên Tiếng Nhật) | Xuất hiện lần đầu            |
| -------------- | -------------- | ------------------- | -------- | -------- | ------------------------------- | ---------------------------- |
| Mega Denryu    | Mega Ampharos  | 181                 | Điện     | Rồng     | Không tiến hóa                  | X và Y                       |
| Mega Haganeil  | Mega Steelix   | 208                 | Thép     | Đất      | Không tiến hóa                  | Omega Ruby và Alpha Sapphire |
| Mega Hassam    | Mega Scizor    | 212                 | Bọ       | Thép     | Không tiến hóa                  | X và Y                       |
| Mega Heracros  | Mega Heracross | 214                 | Bọ       | Giác đấu | Không tiến hóa                  | X và Y                       |
| Mega Hellgar   | Mega Houndoom  | 229                 | Bóng tối | Lửa      | Không tiến hóa                  | X và Y                       |
| Mega Bangiras  | Mega Tyranitar | 248                 | Đá       | Bóng tối | Không tiến hóa                  | X và Y                       |